# 1965-ös magyar atlétikai bajnokság
Az 1965-ös magyar atlétikai bajnokság a 70. magyar bajnokság volt.

## Eredmények

### Férfiak
| Versenyszám                          | Arany                                                                                   | Arany      | Ezüst                                                                                | Ezüst      | Bronz                                                                                     | Bronz     |
| ------------------------------------ | --------------------------------------------------------------------------------------- | ---------- | ------------------------------------------------------------------------------------ | ---------- | ----------------------------------------------------------------------------------------- | --------- |
| 100 m                                | Rozsnyai Huba MAFC                                                                      | 10,7       | Rábai Gyula Újpesti Dózsa                                                            | 10,7       | Csutorás Csaba Bp. Honvéd                                                                 | 10,8      |
| 200 m                                | Mihályfi László BEAC                                                                    | 20,9       | Istóczky József Újpesti Dózsa                                                        | 21,3       | Rábai Gyula Újpesti Dózsa                                                                 | 21,6      |
| 400 m                                | Mihályfi László BEAC                                                                    | 47,4       | Gyulai István Bp. Honvéd                                                             | 47,4       | Nemesházi Imre Bp. Vasas                                                                  | 48,7      |
| 800 m                                | Aradi János Debreceni EAC                                                               | 1:51,7     | Nagy Imre Újpesti Dózsa                                                              | 1:52,1     | Stoll Loránt Diósgyőri VTK                                                                | 1:52,5    |
| 1500 m                               | Kiss György Győri Dózsa                                                                 | 3:47,7     | Kiss István Bp. Honvéd                                                               | 3:48,5     | Szentiványi Gergely Bp. Vasas                                                             | 3:49,g    |
| 5000 m                               | Simon Dénes Bp. Spartacus                                                               | 13:54,4    | Kiss István Bp. Honvéd                                                               | 13,54,6    | Mecser Lajos Salgótarjáni BTC                                                             | 13:58,8   |
| 10 000 m                             | Mecser Lajos Salgótarjáni BTC                                                           | 29:20,4    | Sütő József Bp. Vasas                                                                | 29:28,2    | Pintér János Bp. Spartacus                                                                | 29:32,8   |
| 4 × 100 m október 9–10.              | Kalocsai Henrik Csutorás Csaba Gyulai István Kiss Ferenc Bp. Honvéd                     | 41,1       | Zászló Zsolt Szabados Lajos Istóczky József Rábai Gyula Újpesti Dózsa                | 41,3       | Petrovics Péter Spányik Ágoston Mihályfi László Demeter József BEAC                       | 41,5      |
| 4 × 200 m                            | Zászló Zsolt Rábai Gyula Ringhoffer Zsolt Istóczky József Újpesti Dózsa                 | 1:26,6     | Petrovics Péter Spányik Ágoston Mihályfi László Demeter József BEAC                  | 1:27,0     | Jeszenői Endre Farkas Vértessy Miklós Nemesházi Imre Vasas                                | 1:29,4    |
| 4 × 400 m                            | Kalocsai Henrik Csutorás Csaba Kapás Géza Gyulai István Bp. Honvéd                      | 3:14,2     | Benkő János Rábai Gyula Nagy Imre Istóczky József Újpesti Dózsa                      | 3:14,8     | Jeszenői Endre Vértessy Miklós Ivanov Dragan Nemesházi Imre Vasas                         | 3:18,0    |
| 4 × 800 m                            | Benkő János Nagy Károly Pamuki József Nagy Imre Újpesti Dózsa                           | 7:42,8     | Kapás Géza Kiss István Jóny István Sipos László Bp. Honvéd                           | 7:44,4     | Sovák János Szekeres Béla Szentiványi Gergely Szerényi János Bp. Vasas                    | 7:46,2    |
| 4 × 1500 m                           | Sovák János Szekeres Béla Szerényi János Szentiványi Gergely Vasas SC                   | 15:41,0    | Máté Sándor Nagy Károly Pamuki József Nagy Imre Újpesti Dózsa                        | 15:53,8    | Szpodnyi Ferenc Magyar Kiss István Jóny István Bp. Honvéd                                 | 15:54,0   |
| 110 m gát                            | Mélykuti Béla Bp. Spartacus                                                             | 15,1       | Turóczy Árpád Bp. Vasas Izzó                                                         | 15,3       | Tóth Kálmán Bp. Honvéd                                                                    | 15,6      |
| 400 m gát                            | Vértesy Miklós Vasas                                                                    | 52,8       | Benkő János Újpesti Dózsa                                                            | 53,7       | Oros Ferenc TFSE                                                                          | 54,2      |
| 3000 m akadály                       | Fazekas Miklós Diósgyőri VTK                                                            | 8:52,8     | Simon Dénes Bp. Spartacus                                                            | 8:54,6     | Mácsár József Bp. Vörös Meteor                                                            | 8:54,8    |
| 20 km gyaloglás                      | Dalmati János Bp. Honvéd                                                                | 1:24:51,6  | Kiss Antal Tatabányai Bányász                                                        | 1:25:15,4  | Havasi István Bp. Postás                                                                  | 1:26:47,8 |
| 50 km gyaloglás augusztus 21.        | Kiss Antal Tatabányai Bányász                                                           | 4:23:10,2  | Havasi István Bp. Postás                                                             | 4:31:04,8  | Balajcza Tibor Újpesti Dózsa                                                              | 4:42:25,8 |
| magasugrás                           | Medovárszky János Békéscsabai Dózsa                                                     | 204 cm     | Krasovetz Ferenc BEAC                                                                | 201 cm     | Noszály Sándor Bp. Honvéd                                                                 | 196 cm    |
| távolugrás                           | Kalocsai Henrik Bp. Honvéd                                                              | 757 cm     | Margitics Béla Újpesti Dózsa                                                         | 734 cm     | Hámori Imre Bp. Honvéd                                                                    | 724 cm    |
| hármasugrás                          | Kalocsai Henrik Bp. Honvéd                                                              | 15,88 m    | Ivanov Dragan Bp. Honvéd                                                             | 15,88 m    | Puczkó József Bp. Honvéd                                                                  | 15,72 m   |
| rúdugrás                             | Miskei János Bp. Honvéd                                                                 | 445 cm     | Tamás István Bp. Spartacus                                                           | 440 cm     | Kullai András TFSE                                                                        | 430 cm    |
| súlylökés                            | Varjú Vilmos VM KÖZÉRT                                                                  | 18,50 m    | Nagy Zsigmond Gödöllői EAC                                                           | 17,70 m    | Fejér Géza Bp. Honvéd                                                                     | 17,65 m   |
| diszkoszvetés                        | Szécsényi József Bp. Honvéd                                                             | 55,66 m    | Fejér Géza Bp. Honvéd                                                                | 54,68 m    | Faragó János Miskolci EAFC                                                                | 54,28 m   |
| gerelyhajítás                        | Kulcsár Gergely Bp. Építők                                                              | 80,86 m    | Németh Miklós Bp. Vasas                                                              | 71,94 m    | Krasznai Sándor Újpesti Dózsa                                                             | 70,88 m   |
| kalapácsvetés                        | Zsivótzky Gyula Újpesti Dózsa                                                           | 67,94 m    | Eckschmiedt Sándor Újpesti Dózsa                                                     | 63,32 m    | Lovász Lázár Pécsi Dózsa                                                                  | 60,90 m   |
| tízpróba október 23–24.              | Hubai Gyula Bp. Honvéd                                                                  | 7113       | Ivanov Dragan Bp. Vasas                                                              | 6580       | Farkasinszky Gyula Bp. Vasas                                                              | 6495      |
| maraton augusztus 29.                | Sütő József Vasas                                                                       | 2:23:20,6  | Pintér János Bp. Spartacus                                                           | 2:24:23,0  | Tóth Gyula Ózdi Kohász                                                                    | 2:26:30,6 |
| mezei futás április 18.              | Mecser Lajos Salgótarjáni BTC                                                           | 30:47,4    | Simon Dénes Bp. Spartacus                                                            | 31:09,8    | Fehér László Nyíregyházi VSC                                                              | 31:18,0   |
| kis mezei futás (4 km) április 18.   | Simon Attila Ferencvárosi TC                                                            | 11:27,4    | Kiss István Bp. Honvéd                                                               | 11:30,6    | Kiss György Győri Dózsa                                                                   | 11:32,4   |
| csapat 5000 m október 24.            | Szerényi János Szentiványi Gergely Szekeres Béla Sütő József Sovák János Vasas SC       | 23         | Jóny István Bp. Honvéd                                                               | 61         | Máté Sándor Újpesti Dózsa                                                                 | 68        |
| csapat 20 km gyaloglás               | Hevasi István Dinesz Béla Stefanik Pál Bp. Postás                                       | 4:33:53,6  | Dalmati János Balogh Tamás Csicsmann Bp. Honvéd                                      | 4:39:24,6  | Antal Andor Jáksó Ottó Novák András Szegedi VSE                                           | 4:41:04,6 |
| csapat 50 km gyaloglás augusztus 21. | Balajcza Tibor Ordasi Lénárt Bús Lajos Újpesti Dózsa                                    | 14:56:38,6 | Hevasi István Stefanik Pál Deák Ferenc Bp. Postás                                    | 15:08:14,6 | Sorger Sándor Kapusi János Schirilla György Bp. Vasas                                     |           |
| csapat maraton augusztus 28.         | Pintér János Kun István Schönviszky György Bp. Spartacus                                | 7:44:32,6  | Tánczos Máté Bp. Honvéd                                                              | 8:10:39,4  | Szalay Béla MTK                                                                           | 8:11:54,6 |
| csapat magasugrás május 15–16.       | Noszály Sándor Krasznai Tivadar Hámori Ferenc Szarka István Banna Valér Bp. Honvéd      | 188,6 cm   | Krasovecz Ferenc Erki Imre Kisgergely Jenő Maros István Soóky Barna BEAC             | 185,8 cm   | Kovács Nimród Skoumal András Béres Sándor Szepesi Ádám Weglárz Bálint TFSE                | 184,8 cm  |
| csapat távolugrás                    | Kalocsai Henrik Hámori Imre Puczkó József Miskei János Kovács Tibor Bp. Honvéd          | 693,2 cm   | Margitics Béla Zászló Zsolt Szabados Lajos Czapalai Gyula Füzessy Ede Újpesti Dózsa  | 681,2 cm   | Hossala József Bakai József Kávai Gyula Karsádi László Grozli Zoltán Csepel SC            | 655,6 cm  |
| csapat hármasugrás                   | Kalocsai Henrik Cziffra Zoltán Puczkó József Dékány Lajos Kovács Tibor Bp. Honvéd       | 14,786 m   | Füzessy Ede Czapalai Gyula Szabados Lajos Tomai László Margitics Béla Újpesti Dózsa  | 13,982 m   | Ivanov Dragan Török István Erőss Pál Horváth Csaba Sárközi János Bp. Vasas                | 13,868 m  |
| csapat rúdugrás                      | Schulek Ágoston Kullai András Gagyi Endre Lovas Albert Nagy József TFSE                 | 362 cm     | Miskei János Vászoly József Budai Ferenc Nagy Kálmán Szmodics József Bp. Honvéd      | 356 cm     | Horváth Tamás Jóboru Jenő Tóth Tibor Moldvai Ferenc Molnár Károly Bp. Spartacus           | 354 cm    |
| csapat súlylökés                     | Fejér Géza Szécsényi József Sasvári Sándor Treiber Miklós Dorogi Pál Bp. Honvéd         | 14,606 m   | Varjú Vilmos Simkó László Varga Csaba Hanzlik Sándor Majoros József VM KÖZÉRT        | 13,824 m   | Zsivótzky Gyula Katics Kálmán Kövesdi Ferenc Simon Csaba Eckschmiedt Sándor Újpesti Dózsa | 13,796 m  |
| csapat diszkoszvetés                 | Fejér Géza Szécsényi József Kivágó István Kapcsos Lajos Buzás Sándor Bp. Honvéd         | 48,152 m   | Klics Ferenc Teveli Mihály Saskőy Alfonz Petróczy Sándor Födelmessy László Bp. Vasas | 45,574 m   | Zsivótzky Gyula Kövesdi Ferenc Héra Attila Zarubai Iván Eckschmiedt Sándor Újpesti Dózsa  | 42,408 m  |
| csapat gerelyhajítás                 | Zarubay Iván Krasznai Sándor Abaházi István Sass Lajos Szalay Károly Újpesti Dózsa      | 59,382 m   | Németh Miklós Szakasits György Szabados János Nyerges István Maróthy Géza Bp. Vasas  | 57,95 m    | Gál József Lukács János Füredi Ferenc Domán Gábor Wéber Ádám Pécsi VSK                    | 57,30 m   |
| csapat kalapácsvetés                 | Zsivótzky Gyula Eckschmiedt Sándor Sajtár Lajos Kiss Miklós Katics Kálmán Újpesti Dózsa | 53, 88 m   | Kapcsos Lajos Fejér Géza Encsi István Kovács Zoltán Gál Gyula Bp. Honvéd             | 53,594 m   | Mecseki Attila Németh Imre Ispán Barna Botos Péter Borbély Elek Bp. Vasas                 | 46,776 m  |
| csapat mezei futás április 18.       | Simon Dénes Pintér János Kun István Bp. Spartacus                                       | 15         | Fehér László Kiss József Raffai Tibor Nyíregyházi VSC                                | 20         | Mecser Lajos Hertelendi Béla Zsolnai Sándor Salgótarjáni Bányász                          | 24        |
| csapat kis mezei futás április 18.   | Kiss István Szpodnyi Ferenc Bartyik László Fábián Rudolf Szabó János Bp. Honvéd         | 71         | Szekeres Béla Sütő József Parsch Péter Andok Pál Schirilla György Bp. Vasas          | 84         | Pamuki József Nagy Imre Máté Sándor Nagy Károly Vadas István Újpesti Dózsa                | 121       |

### Nők
| Versenyszám                    | Arany                                                                               | Arany    | Ezüst                                                                                | Ezüst    | Bronz                                                                             | Bronz     |
| ------------------------------ | ----------------------------------------------------------------------------------- | -------- | ------------------------------------------------------------------------------------ | -------- | --------------------------------------------------------------------------------- | --------- |
| 100 m                          | Markó Margit Vasas                                                                  | 11,8     | Heldt Erzsébet Újpesti Dózsa                                                         | 11,9     | Kovács Annamária Bp. Honvéd                                                       | 12,0      |
| 200 m                          | Kovács Annamária Bp. Honvéd                                                         | 24,4     | Such Ida BVSC                                                                        | 24,5     | Heldt Erzsébet Újpesti Dózsa                                                      | 24,6      |
| 400 m                          | Nagy Zsuzsa BEAC                                                                    | 55,8     | Munkácsi Antónia Bp. Vasas Izzó                                                      | 56,5     | Kazi Olga Bp. Honvéd                                                              | 55,6      |
| 800 m                          | Kazi Olga Bp. Honvéd                                                                | 2:08,8   | Szenteleki Sára Szombathelyi Haladás                                                 | 2:10,9   | Zsilák Ilona Békéscsabai Dózsa                                                    | 2:12,6    |
| 4 × 100 m                      | Pászt Erika Orbán Irén Heldt Erzsébet Kispál Jánosné Újpesti Dózsa                  | 48,0     | Benkovics Györgyi Kovács Annamária Kazi Olga Lázár Éva Bp. Honvéd                    | 49,0     | Boldizsár Piroska Kocsondi Varga Márta Buskó Irén TFSE                            | 50,4      |
| 4 × 200 m                      | Pászt Erika Orbán Irén Kispál Jánosné Heldt Erzsébet Újpesti Dózsa                  | 1:41,5   | Kovács Annamária Lázár Éva Kazi Olga Benkovics Györgyi Bp. Honvéd                    | 1:43,3   | Szenteleki Sára Sasvári Gizella Gádzsa Klára Lengyel Zsófia Szombathelyi Haladás  | 1:46,7    |
| 3 × 800 m                      | Gyenes Katalin Zsilák Erzsébet Zsilák Ilona Békéscsabai Dózsa                       | 6:55,8   | Szenteleki Sára Sasvári Gizella Németh Zsuzsa Szombathelyi Haladás                   | 7:01,2   | Korompai Éva Kazi Valéria Cseh Katalin Bp. Vasas                                  | 7:06,6    |
| 80 m gát                       | Jónás Ildikó Magyar Pamut                                                           | 11,7     | Pető Mária Bp. Honvéd                                                                | 11,8     | Benkovics Györgyi Bp. Honvéd                                                      | 11,9      |
| magasugrás                     | Gelei Éva Szegedi VSE                                                               | 162 cm   | Bálint Edit BEAC                                                                     | 160 cm   | Gulyás Ágota MAFC                                                                 | 160 cm    |
| távolugrás                     | Kovács Annamária Bp. Honvéd                                                         | 576 cm   | Petró Orsolya BEAC                                                                   | 573 cm   | Kispál Jánosné Újpesti Dózsa                                                      | 570 cm    |
| súlylökés                      | Bognár Judit Bp. Honvéd                                                             | 15,97 m  | Kontsek Jolán Újpesti Dózsa                                                          | 15,59 m  | Stugner Judit Újpesti Dózsa                                                       | 15,01 m   |
| diszkoszvetés                  | Kontsek Jolán Újpesti Dózsa                                                         | 57,86 m  | Stugner Judit Újpesti Dózsa                                                          | 56,98 m  | Bognár Judit Bp. Honvéd                                                           | 50,58 m   |
| gerelyhajítás                  | Antal Márta Vasas                                                                   | 54,86 m  | Paulányi Magda Bp. Honvéd                                                            | 47,14 m  | Németh Angéla TFSE                                                                | 46,72 m   |
| ötpróba október 23–24.         | Kovács Annamária Bp. Honvéd                                                         | 4461     | Papp Margit Ormosbányai Bányász                                                      | 4101     | Köves Mária Pécsi SI                                                              | 3962      |
| mezei futás április 18.        | Szenteleki Sára Szombathelyi Haladás                                                | 4:31,1   | Zsilák Ilona Békéscsabai Dózsa                                                       | 4:32,0   | Nagy Katalin Bp. Spartacus                                                        | 4:42,8    |
| csapat magasugrás              | Steitz Anna Németh Angéla Dusnoki Zsuzsa Szilas Éva Hagyits Katalin TFSE            | 151,4 cm | Mihályfi Éva Andor Emőke Zink Teréz Bács Judit Tótfalusi Mária Bp. Vasas             | 149,2 cm | Gulyás Ágota Oó Erzsébet Radnai Kinga Székely Zsófia Arany Andrea MAFC            | 149,2 cm  |
| csapat távolugrás              | Nagy Erzsébet Schleer Ildikó Láng Valéria Mosonyi Annamária Bucskó Ilona Bp. Honvéd | 524,4 cm | Császi Katalin Hasznos Julia Császi Gizella Juhász Mária Mészáros Lenke Szolnoki MÁV | 515 cm   | Petró Orsolya Szabó B. Mária Szűcs Erzsébet Nagy Mária Rosta Mária BEAC           | 506,2 cm  |
| csapat súlylökés               | Kontsek Jolán Mikuss Judit Stugner Judit Sík Andrea Szűcs Éva Újpesti Dózsa         | 13,118 m | Bognár Judit Paulányi Magda Giber Vera Dobry Andrea Parázsó Júlia Bp. Honvéd         | 12,752 m | Németh Angéla Radnai Ágnes Dusnoki Zsuzsa Lórencz Magdolna Roskoványi Ildikó TFSE | 11,168 cm |
| csapat diszkoszvetés           | Kontsek Jolán Stugner Judit Mikuss Judit Loidl Márta Sík Andrea Újpesti Dózsa       | 42,798 m | Bognár Judit Jaksics Róza Miklós Dóra Parázsó Júlia Kirády Mária Bp. Honvéd          | 37,608 m | Kótai Margit Németh Angéla Dusnoki Zsuzsa Antalfi Zsuzsa Miszlai Margit TFSE      | 36,944 m  |
| csapat gerelyhajítás           | Radnai Ágnes Dusnoki Zsuzsa Németh Angéla Umbrai Katalin Auerbach Franciska TFSE    | 42,614 m | Paulányi Magda Putankó Márta Miklós Judit Lieb Mária Jaksics Róza Bp. Honvéd         | 40,318 m | Antal Márta Bricta Irén Simkó Katalin Egressy Mária Korompai Éva Bp. Vasas        | 36,384 m  |
| csapat mezei futás április 18. | Kazi Valéria Cseh Katalin Korompai Éva Vasas SC                                     | 22       | Zsilák Ilona Zsilák Erzsébet Gyenes Katalin Békéscsabai Dózsa                        | 33       | Szenteleki Sára Sasvári Gizella Lengyel Zsófia Szombathelyi Haladás               | 34        |

### Magyar atlétikai csúcsok
- n. fedettp. 880 yard 2:10.5 Vcs. Nagy Zsuzsa Los Angeles 2. 13.
- kalapácsvetés 73.74 m Vcs. Zsivótzky Gyula Debrecen 9. 4.
- 5000 m 13:40.0 ocs. Mecser Lajos London 8. 14.
- 10 000 m 28:31.2 ocs. Mecser Lajos Oslo 8. 21.
- rúdugrás 455 cm ocs. Schulek Ágoston
- rúdugrás 465 cm ocs. Schulek Ágoston
- n. gerelyhajítás 58.36 m ocs. Antal Márta Prága 6. 10.